# Дон Джованни на Сицилии (фильм)
«Дон Джованни на Сицилии» или «Дон Жуан на Сицилии» (итал. Don Giovanni in Sicilia) —
итальянский трагикомедийный художественный фильм, снятый режиссёром Альберто Латтуада в 1967 году по мотивам одноименного романа Виталиано Бранкати.
Премьера фильма состоялась 21 апреля 1967 года.

## Сюжет
Джованни Перколла живет в Катании в окружении своих трёх заботливых сестёр. Он постоянно изображает из себя дон Жуана, чтобы скрыть своё фактически плохое «знание» женщин. Вместе со своим другом он переезжает в Рим, но женщины, по-прежнему, остаются лишь в его фантазиях. Джованни всё-таки удалось создать о себе славу ловеласа и покорителя сердец представительниц прекрасного пола. Однажды он встречает свою настоящую любовь и решает жениться. Но изменится-ли всё после его решения?

## В ролях
- Ландо Буззанка — Джованни Перколла
- Катя Могуй — Нинетта Марконелла
- Катя Кристин — Франсуаза
- Ева Аулин — Ванда
- Стефания Карреду — хозяйка поместья
- Карло Спозито
- Элио Кроветто
- Пино Феррара
- Людовико Теплиц
- Мария Мидзар
- Россана Мартини
- Уго Аттанасио — священник
- Роберто Де Симона — профессор Розари
- Марчелла Микеланджели — девушка на вечеринке
- Этторе Маттиа — доктор Джорджини